# Comuna Verhnea Lîpîțea, Rohatîn
Verhnea Lîpîțea (în ucraineană Верхня Липиця) este o comună în raionul Rohatîn, regiunea Ivano-Frankivsk, Ucraina, formată din satele Honorativka, Horodîska, Lopușnea, Malînivka, Verhnea Lîpîțea (reședința) și Zeleniv.

## Demografie
Componența lingvistică a comunei Verhnea Lîpîțea
     Ucraineană (99,83%)
     Alte limbi (0,17%)
Conform recensământului din 2001, majoritatea populației comunei Verhnea Lîpîțea era vorbitoare de ucraineană (99,83%), existând în minoritate și vorbitori de alte limbi.